# UCL East
UCL East ist ein zweiter Campus des University College London (UCL) im Queen-Elizabeth-Olympiapark in Stratford, London. Die Eröffnung begann mit dem Gebäude One Pool Street im Jahr 2022; im September 2023 folgte das zentrale Lehr- und Forschungsgebäude Marshgate. UCL East ist Teil des städtebaulichen Projekts „East Bank“ und stellt die größte räumliche Erweiterung der Universität seit ihrer Gründung dar.

## Geschichte
Die Pläne für einen zusätzlichen Campus in Stratford wurden erstmals 2011 vorgestellt. UCL investierte in den folgenden Jahren sowohl in den Ausbau des historischen Bloomsbury-Campus als auch in den Aufbau des neuen Areals im Osten Londons. Der Campus entstand als Teil des „East Bank“-Projekts, das kulturelle und wissenschaftliche Institutionen wie die BBC, das Victoria and Albert Museum (V&A East), Sadler’s Wells und das London College of Fashion vereint.
Der Bau begann 2019; die erste Phase umfasste die Gebäude One Pool Street und Marshgate. UCL East wurde im September 2023 offiziell eröffnet.

## Campus und Gebäude

### One Pool Street
One Pool Street wurde 2022 fertiggestellt und bietet auf drei Stockwerken Lehr- und Forschungsflächen sowie zwei Türme mit 552 Wohnplätzen für Studierende. Das Gebäude verfügt über ein Auditorium, das auch als öffentliches Kino genutzt werden kann.

### Marshgate
Das achtstöckige Gebäude Marshgate, entworfen vom Architekturbüro Stanton Williams, umfasst 33.500 m² Lehr-, Forschungs- und Gemeinschaftsflächen. Es ist auf interdisziplinäre Zusammenarbeit ausgerichtet und beherbergt kein einzelnes Fakultätszentrum.

## Bedeutung
Der Campus soll Wissenschaft, Kultur und Wirtschaft enger verknüpfen und die lokale Gemeinschaft im East End einbinden. Offene Flächen, öffentliche Veranstaltungen und Initiativen wie das Global Disability Innovation Hub fördern den Austausch mit Anwohnern und Organisationen vor Ort.